# التنور (كيمياء)

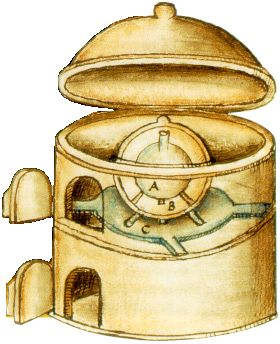
التنور

في الكيمياء، التنور هو فرن يستخدم لتوفير حرارة منتظمة وثابتة للهضم الكيميائي. من الناحية اللغوية، ينحدر من عدد من النصوص العربية من فترة الخلافة الإسلامية التي تستخدم مصطلح «التنور» في الكيمياء التعويضية، أي فرن الخبز، الذي ينحدر منه التصميم المصوَّر بشكل واضح.
كان التنور يستخدم بشكل رئيسي في عمليات أبطأ، ولأنه بمجرد ملئه بالفحم، فإنه يستمر في الاحتراق لفترة طويلة. لهذا السبب أشار إليه الإغريق على أنه «لا يسبب أي مشكلة»، لأنه لا يحتاج إلى حضور مستمر. كان يطلق عليه أيضًا الفرن الفلسفي أو فرن أركانا أو فرن البرج.